# Velikolaška kulturna pot
Velikolaška kulturna pot je krožna pot, ki povezuje rojstne kraje Frana Levstika, Josipa Stritarja in Primoža Trubarja ter štiri različne katoliške cerkve v občini, ki so posvečene Marijinemu rojstvu, sv. Roku, Janezu Krstniku in Devici Mariji.
Na pomembnejših mestih poti stojijo informacijske table. Pot, za katero skrbi Planinsko društvo Velike Lašče, je dolga 15 kilometrov in označena s planinskimi markacijami ter oznakami v obliki odprte knjige. Zanjo bomo porabili okrog pet ur zmerne hoje, z nezahtevnimi vzponi in spusti je primerna tudi za družine. Z nekaj ovinki jo lahko prevozimo s kolesom ali avtom. Prva trasa je bila urejena leta 1978, današnjo obliko je dobila 1993. Vsakoletni pohod je tisto soboto, ki je najbližja 8. juniju (rojstni dan Primoža Trubarja in občinski praznik).

## Točke na poti
Velike Lašče
- Cerkev Marijinega rojstva
- Levstikov spomenik
- Levstikov dom

Dolnje Retje
- Cerkev sv. Roka
- Ilijev kozolec
- Levstikova spominska plošča, kip

Podsmreka
- cerkev Janeza Krstnika

Velika Slevica
- Marijina cerkev
- Stritarjeva spominska plošča, relief
- lesena kašča

Rašica
- Trubarjeva domačija

## Opis poti
V Velikih Laščah na vrhu vzpetine stoji cerkev Marijinega rojstva, ki je bila na ruševinah stare dograjena leta 1857. Pred cerkvijo stoji Levstikov spomenik, ki je bil postavljen dve leti po njegovi smrti. V bližini je ob glavni cesti proti Kočevju Levstikov dom, kjer sta urejeni njegova in Stritarjeva spominska soba. 
Iz Velikih Lašč se pot vzpne na hrib, kjer je cerkev svetega Roka (zgrajena 1550). Preko Srobotnika se spusti v dolino, sledi rahel vzpon do Levstikovih Retij. Lipe, pod katero je Močilar Levstiku pripovedoval zgodbe, ni več, ostal je delno prenovljen Ilijev kozolec s konca 18. stoletja, pod katerim je po pripovedi Levstik pisal Martina Krpana. Levstikova rojstna hiša je simbolično označena z ohranjenimi vrati stare hiše, s spominsko ploščo in doprsnim kipom.
Iz Retij pot po deloma gozdni in travnati poti pripelje na Podvalo. Pod hribom je Dvorska vas s cerkvijo Janeza Krstnika (1722). Na Mali Slevici je križišče poti proti Karlovici, Slemenom, Veliki Slevici in Velikim Laščam. Bojda so na tem križišču v 12. stoletju stale vislice. Pot se nadaljuje proti Veliki Slevici, kjer je Marijina cerkev. Legenda pravi, da je Marija pregnala Turke, na kamniti plošči pred vhodom v cerkev pa so sledovi konjskega kopita in biča turškega vojaka. Zgodbo je uporabil Josip Stritar v pesnitvi Turki na Slevici. 
Pot za cerkvijo zavije v gozd, za katerim se odpre pogled na griče in doline ter Podsmreko, rojstno vas Josipa Stritarja. Njegove rojstne hiše ni več, na steni nove hiše je vzidana spominska plošča in Stritarjev relief, ohranjena je lesena kašča iz Stritarjevih časov. Pot se nadaljuje do Brankovega, se vzpne na Ulako, nato pa preko Podulake in Prhajevega do Pušč. Asfaltna pot se nadaljuje v gozdno, po kateri prispemo do Rašice, rojstnega kraja Primoža Trubarja. Trubarjeva domačija, ki je bila v 16. stoletju v lasti Trubarjevih sorodnikov,  je urejena v spominsko hišo. Ob križišču je tudi spomenik Trubarju in slovenski knjigi, ob njem sta še spomenik NOB in osamosvojitvi Slovenije. Z Rašice se lahko vrnemo v Velike Lašče ali podaljšamo izlet do gradu Turjak.